# Erik Hornung
Erik Hornung (Riga, 28 gennaio 1933 – 11 luglio 2022) è stato un egittologo lettone.
Fu uno dei più importanti scrittori moderni sul tema della religione egizia. Divenne professore emerito dell'università di Basilea.

## Biografia
Hornung nacque a Riga (Lettonia) nel 1933 e si laureò presso l'università di Tubinga nel 1956. Fu professore di egittologia presso l'università di Basilea dal 1967 al 1998. Il suo principale campo di ricerca fu quello della letteratura funeraria, in particolare della Valle dei Re. Pubblicò la sua prima edizione del Libro di Amduat in tre volumi tra il 1963 ed il 1967. John Gwyn Griffiths descrive Hornung come il più autorevole in questo campo.
Il suo libro Der Eine und die Vielen - altägyptische Götterwelt è la sua opera più conosciuta in cui conclude che, pur riconoscendo il precedente lavoro di Henri Frankfort e la sua "molteplicità di approcci" e il trattamento "complementare" dei modi di pensiero egizio di John Albert Wilson, "ognuno di coloro che prendono seriamente la storia non accetta un singolo metodo come definitivo; lo stesso potrebbe dirsi di coloro che prendono seriamente la religione".
Hornung divenne vicepresidente della Società degli Amici delle Tombe Reali d'Egitto nel 1988. 
I suoi libri furono pubblicati in Germania, ma molti di essi vennero poi tradotti anche in inglese.

## Opere parziale
- Der Eine und die Vielen - altägyptische Götterwelt, von Zabern, 1971-2005 (tradotto in inglese da John Baines: Conceptions of God in Ancient Egypt - The One and the Many, Cornell University Press, 1982-1996)
- Tal der Könige: Die Ruhestätte der Pharaonen, Artemis, 1982 (trad. ing. The Valley of the Kings: Horizon of Eternity, Timken Publishers, 1990)
- Das Grab Sethos I., Artemis, 1991 (trad. ing. The Tomb of Pharaoh Seti I, Artemis Verlag,  1991)
- Grundzüge der ägyptischen Geschichte, Primus Verlag, 1992 (trad. ing. History of Ancient Egypt. An Introduction, Cornell University Press, 1999)
- Akhenaton - la religione della luce nell'Antico Egitto, Salerno Editrice, 1998 (orig. Echnaton: die Religion des Lichtes, Patmos, 1995)
- Altägyptische Jenseitsbücher: ein einführender Überblick, Primus-Verlag, 1997 (trad. ing. The Ancient Egyptian Books of the Afterlife, Cornell University Press, 1999)
- Das geheime Wissen der Ägypter und sein Einfluss auf das Abendland, DTV Deutscher Taschenbuch, 2003 (trad. ing. The Secret Lore of Egypt, Cornell University Press, 2001)